# Richard Kiley
Richard Paul Kiley (Chicago, 31 de março de 1922 – Middletown, 5 de março de 1999) foi um ator estadunidense. Ele ganhou um prêmio Tony por seu papel como Don Quixote no musical da Broadway Man of La Mancha. Além do Tony Awards, ele ganhou três Emmys e dois Globos de Ouro por suas performances em The Thorn Birds, A Year in the Life e Picket Fences.

## Carreira
Kiley nasceu em Chicago, começou sua carreira como locutor e ator no rádio. Depois de servir na Marinha, trabalhou brevemente em Chicago e depois mudou-se para Nova York. Em 1947, ele participou da peça As Troianas no Equity Library Theatre. No ano seguinte, foi o substituto de Anthony Quinn como Stanley Kowalski na turnê de A Streetcar Named Desire e fez sua estréia na Broadway em 1953 em Misalliance.
Ele interpretou Don Quixote durante as 2.328 apresentações do musical Man of La Mancha, reprisando o papel em 1972 e novamente em 1977. Em 1974, de volta à Broadway ele participou de Absurd Person Singular de Alan Ayckbourn, e em 1981 ele interpretou Moliere em Molière in Spite of Himself, de Mikhail Bulgakov, na companhia Hartman Theatre, em Stamford, Connecticut. 
Seus outros créditos incluem Sementes de Violência, Cidade do Vício, À Procura de Mr. Goodbar, The Little Prince, Amor sem fim e Patch Adams.